# Alešovec
Alešovec je priimek v Sloveniji, ki ga je po podatkih Statističnega urada Republike Slovenije na dan 1. januarja 2010 uporabljalo 7 oseb.

## Znani nosilci priimka
- Jakob Alešovec (1842–1901), književnik